# Frăția
Frăția (po rum. bractwo) – tajne stowarzyszenie założone jesienią 1843 w Bukareszcie przez Nicolae Bălcescu, Iona Ghicę i Christiana Tella. Odegrało ważną rolę w przygotowaniach do Wiosny Ludów w Mołdawii i Wołoszczyźnie.
Hasło „Sprawiedliwość i Braterstwo” („Dreptate, Frăție”) przejęto od uczestników powstania na Wołoszczyźnie w 1821. Pod pozorami zalegalizowanego w lutym 1845 towarzystwa literackiego zrzeszało patriotyczną młodzież z Wołoszczyzny, Mołdawii i Siedmiogrodu. Za kontakty z Mołdawianami podczas okresu swojego zamieszkania w Jassach odpowiadał Ghica. Organizacja miała też kontakt z tamtejszym Towarzystwem Patriotycznym. Gospodarzem spotkania założycielskiego i pierwszym opiekunem archiwum Frăția był generał Nicolae Mavros, teść Ghici i zaufany Rosji jako inspektor generalny kwarantanny na Dunaju. Archiwum spłonęło w 1856, kiedy dom w dzielnicy Jigniță został zajęty na szpital przez wojsko austriackie. Wśród członków towarzystwa byli m.in. Vasile Alecsandri, Dimitrie Bolintineanu, Cezar Bolliac, Alexandru G. Golescu, Mihail Kogălniceanu, August Treboniu Laurian i Constantin Negruzzi. Celami działalności stowarzyszenia były: demokratyzacja życia społecznego, likwidacja przywilejów klasowych, uwłaszczenia chłopów za odszkodowaniem oraz niepodległość i zjednoczenie Rumunii.
Od 1845 Frăţia posiadała oddział w Paryżu – Stowarzyszenie Rumuńskich Studentów (rum. Societatea studenților români), którego sekretarzem był Constantin Alexandru Rosetti. Jego członkowie nawiązali kontakt ze spiskowcami przygotowującymi rewolucję lutową, którzy obiecali im wsparcie w przypadku podobnych wystąpień na Wołoszczyźnie. Od marca 1848 członkowie Frăția organizowali spotkania, na których domagali się zmian politycznych w tym kraju. 8 marca na spotkaniu w Paryżu podjęli decyzję o wybuchu powstania w czerwcu i jego jednoczesnym na rozpoczęciu w Mołdawii i Wołoszczyźnie. Działacze Frăția Bălcescu, Ghica i Golescu stanęli na czele władz wykonawczych powstania.
Organizacja Frăția była oparta na włoskich karbonariuszach. Członkowie towarzystwa byli zorganizowani w dziesięcioosobowe grupy. Każdy członek znał jedynie swojego bezpośredniego zwierzchnika, który wcześniej wtajemniczył go w działanie Frăție.